# Soyagaon
Soyagaon é uma vila no distrito de Nashik, no estado indiano de Maharashtra.

## Demografia
Segundo o censo de 2001, Soyagaon tinha uma população de 21,822 habitantes. Os indivíduos do sexo masculino constituem 52% da população e os do sexo feminino 48%. Soyagaon tem uma taxa de literacia de 81%, superior à média nacional de 59.5%: a literacia no sexo masculino é de 85% e no sexo feminino é de 76%. Em Soyagaon, 12% da população está abaixo dos 6 anos de idade.